# 옐로우키친
옐로우 키친(Yellow Kitchen)은 1990년대 등장한 밴드들 중 가장 실험적이고 다채로운 음향 실험을 전개했으며, 이들은 비슷한 맥락을 지닌 여타 밴드들에 비해 시기적으로도 가장 앞서 있었을 뿐만 아니라 악기 음의 전자적 변형과 녹음 방식에 대한 실험을 가장 역동적이고 극단적인 방식으로 펼쳐보인다는 점에서 국내 실험 음악 진영의 가장 대표적인 밴드다.
이들의 초기 음악은 너바나(Nirvana)와 소닉 유스(Sonic Youth)의 영향을 많이 받은 노이즈와 불협화음이 뒤섞인 그런지 록이었다. 특히 소닉 유스는 이후로도 옐로우 키친의 음악적 변모에 지속적인 영향을 미치는 가장 중요한 밴드라고 할 수 있다. 초기 시절 이들은 '드럭'의 여타 동료 밴드들과 비슷하게 다소 거칠고 공격적인 음악을 했지만, 변칙 조율된 기타와 베이스로 만들어낸 불협화음과 노이즈 이펙트 등의 사용이 빚어내는, 분명 뭔가 다른 낯선 분위기를 지니고 있었다. 초기 시절의 대표곡은 공격적이고 광기 어린 연주와 몽롱하고 최면적인 분위기가 공존하고 있음을 알 수 있다.

## 구성원
- 최수환 - 보컬, 기타

여운진 - 베이스
김책 - 드럼

### 전 구성원
- 헤로인(Heroin)

최수환 - 보컬, 기타
여운진 - 베이스
김책 - 드럼
- 「Our Nation 1」

도순주 - 보컬, 기타, 키보드 (영입)
최수환 - 보컬, 기타, 키보드
여운진 - 베이스
최승훈 - 드럼
- 「Clear Fruits」 이후

도순주 - 보컬, 기타, 키보드
최수환 - 보컬, 기타, 키보드

## 활동

### 1995 초기활동
옐로우 키친의 시작은 1995년 클럽 '드럭'으로 거슬러 올라간다. 당시 멤버는 최수환(기타&보컬), 여운진(베이스), 김책(드럼)이었고, 밴드 이름도 헤로인(Heroin)이었다. 이들은 매주 주말마다 '드럭'에 모여 공연을 펼쳤다.

### 1996 「아워 네이션 1집Our Nation 1」
그러다 1995년 7월 드러머 김책이 밴드를 떠날 무렵 도순주가 밴드에 가입한다. 이들은 밴드 이름을 옐로우 키친으로 바꾸고, 이 라인업으로 크라잉 넛과 함께 「Our Nation 1」(1996, 드럭)을 녹음했다. 여기까지가 초기 옐로우 키친이라고 규정할 수 있다.
- 1.	Everyday 크라잉 넛 2:37

2.	Hey Man, What's Your Problem? 크라잉 넛 3:53
3.	핑크	크라잇 넛 1:50
4.	말달리자 작사	크라잇 넛 3:12
5.	Never Model Punk Girl 2:44
6.	Balad Boy 	크라잇 넛 2:36
7.	엿장수 맘대로	크라잇 넛 3:23
8.	Grin	옐로우 키친 3:40
9.	Loony Tunas (Y.M.C.A)	옐로우 키친 7:25
10.	Fuzzy Sorrows	옐로우 키친 5:37
11.	Betty Sticked The Fork In Her Eyes	옐로우 키친 6:09
12.	Under The People	옐로우 키친 5:00
13.	Orthodox Method To Enter Mass View	옐로우 키친 5:33
14.	.	옐로우 키친 3:31

### 1997.2 「Clear Fruits」
최수환 - 보컬, 기타, 키보드
도순주 - 보컬, 기타, 키보드
「Our Nation 1」을 발표하고 얼마 되지 않아 옐로우 키친은 드럭을 나왔다. 멤버는 최수환과 도순주 2인 체제로 바뀌었고, 라이브보다는 녹음 작업에 더 많은 관심을 갖게 되는데, 그 첫 번째 성과물이 바로 1997년 2월에 발표한 데모 앨범 「Clear Fruits」이다. 스튜디오가 아니라 집에서 컴퓨터를 사용해 녹음한 이 앨범은 변조된 드럼 비트, 이펙트로 완전히 분해되고 뭉개지고 비틀린 기타 사운드, 형체가 거의 사라진 왜곡된 보컬과 낯선 샘플링으로 그들의 음악이 새로운 행로에 본격적으로 접어들었음을 알리는 신호탄이었다. 이 즈음 이들은 아주 드물게 클럽 '스팽글'에서 공연을 갖기도 했는데, 전자 장비를 이용한 실험을 통해 노이즈와 불협화음, 앰비언트 음악을 선보이던 다른 밴드들 애스트로노이즈(Astronoise), 스루 더 슬로(Through The Sloe), 글래스 패사드(Glass Facade) 등과 합동공연을 하곤 했다. 이들 밴드들과의 음악적 유대 관계는 1998년 옐로우 키친이 세운 레이블 '엔바이런(nviron)'에서 계속 이어진다.

### 1997 「One Day Tours」 (강아지문화예술 컴필레이션)
1997년 옐로우 키친은 강아지 레이블의 컴필레이션 「One Day Tours」에 <뜬구름을 생각한다>라는 트랙으로 참여했다.

### 1997「99 and yellow kitchen」 (강아지문화예술)
1997년 옐로우 키친은 밴드 99와 함께 한 스플릿 앨범 「99 & Yellow Kitchen」을 발표했다. 확장되고 디테일해진 테크놀러지 친화적인 성향, 거기에 루이스 캐럴(Lewis Carroll) 같은 환상문학의 팬인 도순주의 정서가 녹아들어 만들어진 소리의 풍경은 신비롭고 그로테스크한 동화를 연상케 한다.
이 앨범은 어떻게 보면 전혀 다른 성격의 두 밴드가 만나는 자리라고 볼 수 있다. 옐로우 키친은 몽환적이고 신비스러운 사운드를 제시하고 99는 역시 몽환적이지만 거칠고 투박한 사운드를 제시한다. 한 쪽에는 컴퓨터를 사용한 첨단음악이 있고, 다른 한 쪽에는 원시적인 잼세션이 있다. 두 밴드의 음악이 서로 부딪힌다. 그 방식의 차이만큼이나 음악적 결과물의 느낌도 다르다. 그러나 분명히 일맥상통하는 점이 있다는 것이 흥미롭다. 우선은 노이즈를 수용하였다는 점, 사전/사후의 차이가 있기는 하지만 우발성이 강조되었다는 점, 기존의 음악적 형식을 무시한 새로운 구성의 형식을 제시하고 있다는 점. 이들의 음악을 '록'이라고 하지 않아도 좋지만 또한 록이 아니라고 말할 수 없는 것도 사실이다. 아직 우리나라에서, 특히 '록'의 범주 내에서 이만큼 전위적이고 실험적인 음악을 담은 음반은 발매된 적이 없다.
- 1.	Dryads Of Otamoth	 4:41 - 옐로우 키친

2.	Sure To Rise	 4:41
3.	Down On The Yogurt Island 6:20
4.	Sweet	 4:13	(영화 '질주' OST수록)
5.	Digger Alice	 2:52
6.	The Crawler Swelled With Cold Smile 4:29
7.	Nereids Of Otamoth 4:29
8.	아랑후에즈 1악장	 2:53 - 99
9.	토요일밤의 열기	 3:58
10.	일요일	 5:12
11.	슬픈게 없어	 11:57
12.	M.B.C [Moon.Bus.Cake]	 6:30
13.	검둥이 10:19

### 1998.2「Mushroom, Echoway, Kleidos」
1998년 10월 옐로우 키친은 엔바이런의 이름을 달고 나온 두 번째 앨범 「Mushroom, Echoway, Kleidos」을 발표한다. 이전 작업에서 이어지는 경향을 계속 유지하지만, 좀더 적극적인 샘플 사용이 눈에 띈다.
「Mushroom, Echoway, Kleidos」발표 이후 한동안 옐로우 키친의 가시적인 활동은 거의 없었다. 최수환은 군에 입대했고, 도순주는 다른 동료들과 개별적인 팀을 운영하기도 했지 그 역시 활발히 눈에 띄진 않았다.
- 1.	Monogon 	1:23

2.	Loves 5:34
3.	Just Blew By 5:04
4.	Sub-Alien As I Dive Like 9:59
5.	Bless In My Friend Autise 2:15
6.	Very Tiny A Beaming Kiddy 3:59
7.	Dmorphic 2:10
8.	Ooze Your Way (For Brownies) 4:23
9.	Queasy 2:46
10.	Spacekat B (Off Piano Edition) 6:17

### 1998 OST[Rub Love]
1998년 레이블 강아지문화예술의 기획으로 영화 [Rub Love]의 음악작업에 참가했다. OST 앨범에는 곡 'Maryo The Frog'이 실렸다.

### 2001.10「Random Element」(nviron)
2001년 10월 옐로우 키친의 초기 멤버였던 여운진의 솔로 프로젝트 레인 자켓의 서울 공연에서 협연한 후 다음해 2002년 6월 세 번째 앨범 「Random Element」(nviron)을 발표했다.

### 2004 모임 별 「비밀경찰 그리고 사악한 주문들」 [비단뱀클럽ep]
2004년 모임 별의 「비밀경찰 그리고 사악한 주문들」 EP앨범에 '비밀경찰'이라는 곡을 수록했다.

## 관련 인물
- 99(성기완, 박현준, 권병준, 이도헌, 상지훈, 이효찬)
- 크라잉넛
- 갈매기
- 위퍼
- 노브레인
- 벤치